# Euchromius geminus
Euchromius geminus là một loài bướm đêm trong họ Crambidae.